# Coppélia
Coppélia je komični balet Léa Delibesa, najznačajnije djelo baletnog romantizma i predskazanje ere klasičnog baleta. Libreto je napisao Charles-Louis-Étienne Nuitter na temelju Hoffmannove nadrealističke pripovijetke Der Sandmann, koja se temelji ljubavnoj fabuli u kojoj voštana lutka odvodi glavnog junaka ka njegovoj ljubavi i sretnom završetku.
Praizvedena je 1870. u Parizu.